# Mona Fong
Mona Fong Yat-wah (方逸華, 27 juillet 1934 - 22 novembre 2017), de son vrai nom Li Menglan, est une productrice de cinéma et chanteuse hongkongaise.
Elle devint célèbre dans les années 1950 en étant l'une des plus populaires chanteuses de discothèques à Singapour et Hong Kong, faisant surtout des reprises des plus grands succès anglophones du moment. Elle se marie avec le magnat du cinéma et de la télévision Run Run Shaw (son second mariage) en 1997 et devint vice-présidente et directrice générale de la Shaw Brothers et de TVB. 
Fong a produit plus de cent films, dont le dernier est Drunken Monkey en 2002. À compter du 1er janvier 2009, elle est directrice générale de TVB, dont elle se retire en 2012.

## Carrière de chanteuse
L'un de ses albums From Hong Kong The Voice of Mona Fong, aussi appelé Mona Fong Meets Carding Cruz, comporte des arrangements de Celso Carrillo et des reprises de Karoi Sakurambo, Millionaire, Wooden Heart et Delilah. Il sort à Hong Kong sous le label Diamond Records (en),. En 1968, son EP Merry Christmas sort sous le label Pathé Records. Tsin Tsing et Betty Chung (en) sont également présentes dessus. L'un de ses plus grands succès originaux est la chanson du film The Blue and the Black (1966).